# Atletika na Letních olympijských hrách 2012 – 200 metrů ženy
 Běh na 200 metrů žen na Letních olympijských hrách 2012 se uskutečnil 6. a 8. srpna na Olympijském stadionu v Londýně.

## Výsledky finálového běhu
| *                | jméno                         | země                   | čas   |
| ---------------- | ----------------------------- | ---------------------- | ----- |
| Zlatá medaile    | Allyson Felixová              | Spojené státy americké | 21,88 |
| Stříbrná medaile | Shelly-Ann Fraserová-Pryceová | Jamajka                | 22,09 |
| Bronzová medaile | Carmelita Jeterová            | Spojené státy americké | 22,14 |
| 4                | Veronica Campbellová          | Spojené státy americké | 22,38 |
| 5                | Sanya Richardsová-Rossová     | Spojené státy americké | 22,39 |
| 6                | Murielle Ahouréová            | Pobřeží slonoviny      | 22,57 |
| 7                | Myriam Soumaréová             | Francie                | 22,63 |
| 8                | Semoy Hackettová              | Trinidad a Tobago      | 22,87 |